# Boeing 727
Boeing 727 — американский узкофюзеляжный среднемагистральный пассажирский самолёт. Первый полёт совершил 9 февраля 1963 года. 
Всего с 1963 по 1984 год было поставлено 1832 самолёта.

## История

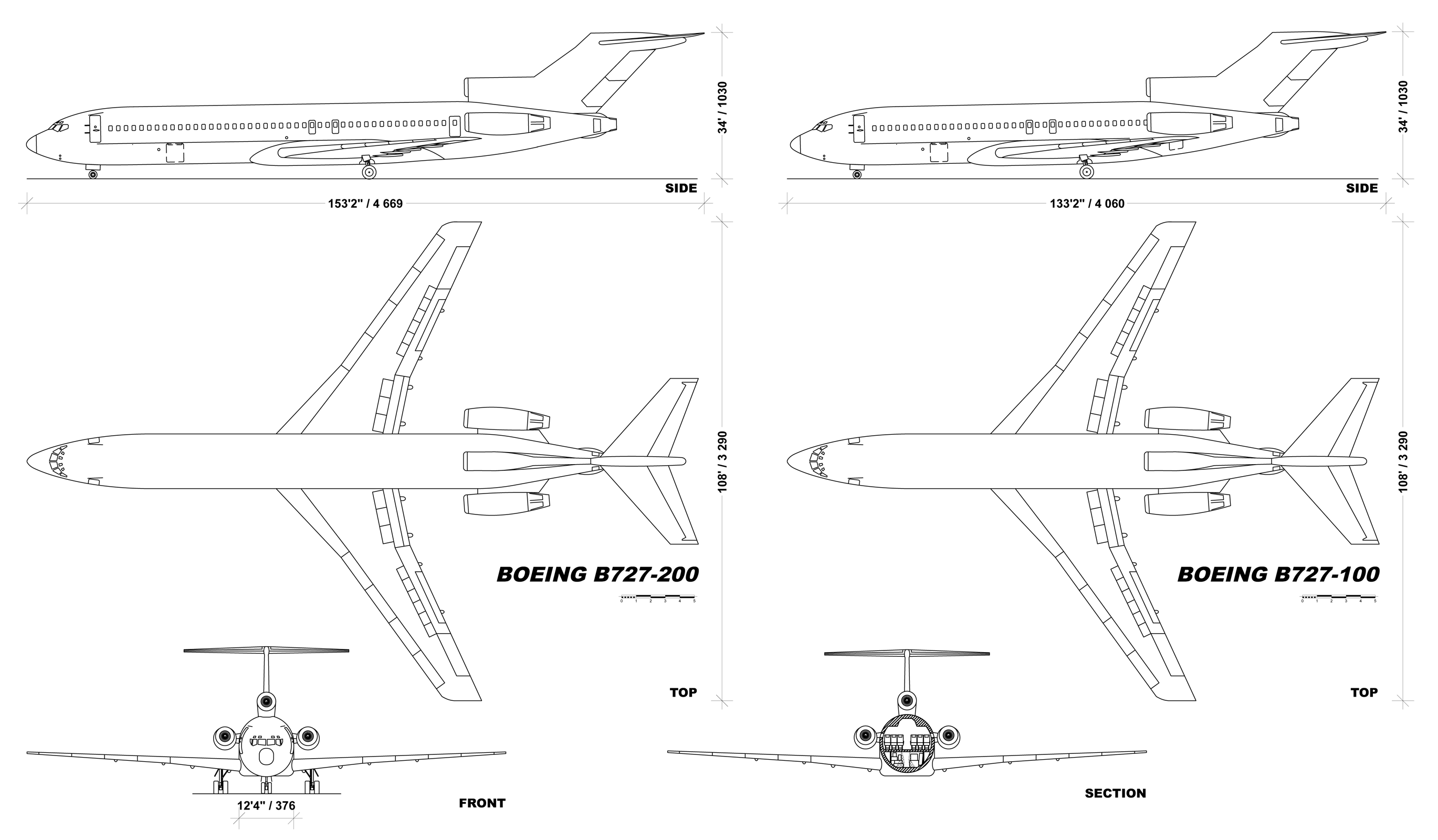
Boeing 727 в трёх проекциях

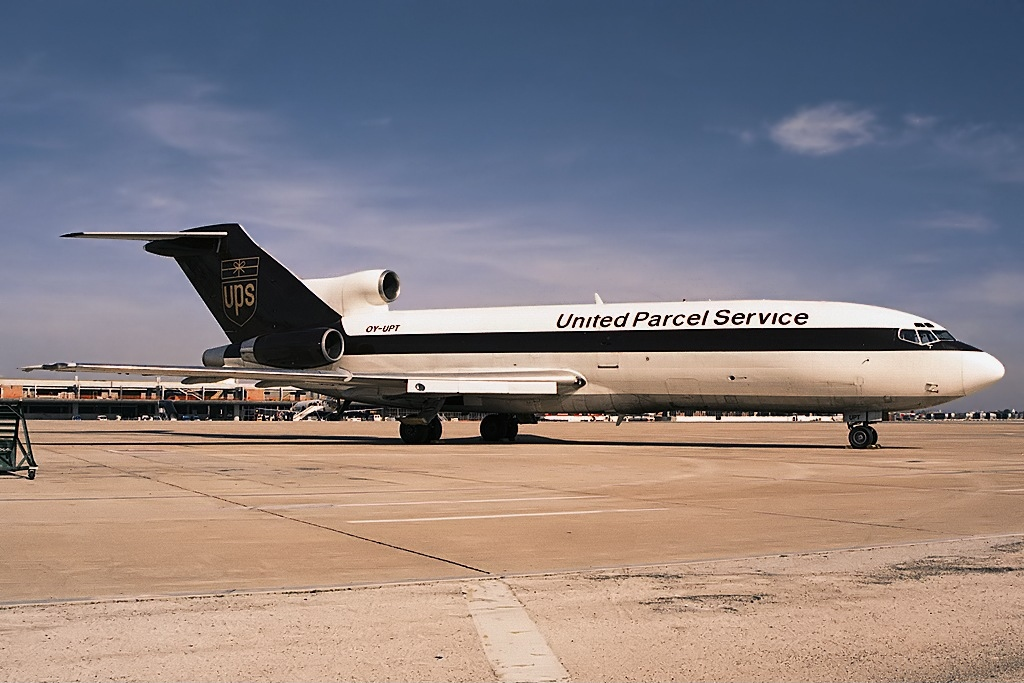
727-22 UPS Airlines

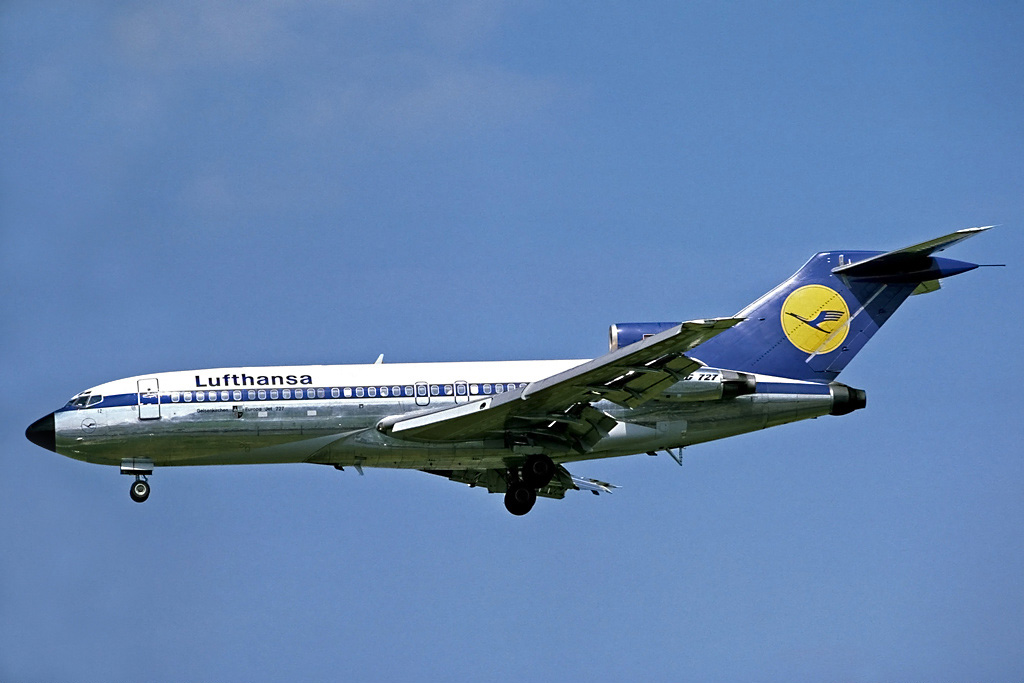
727-100 Lufthansa

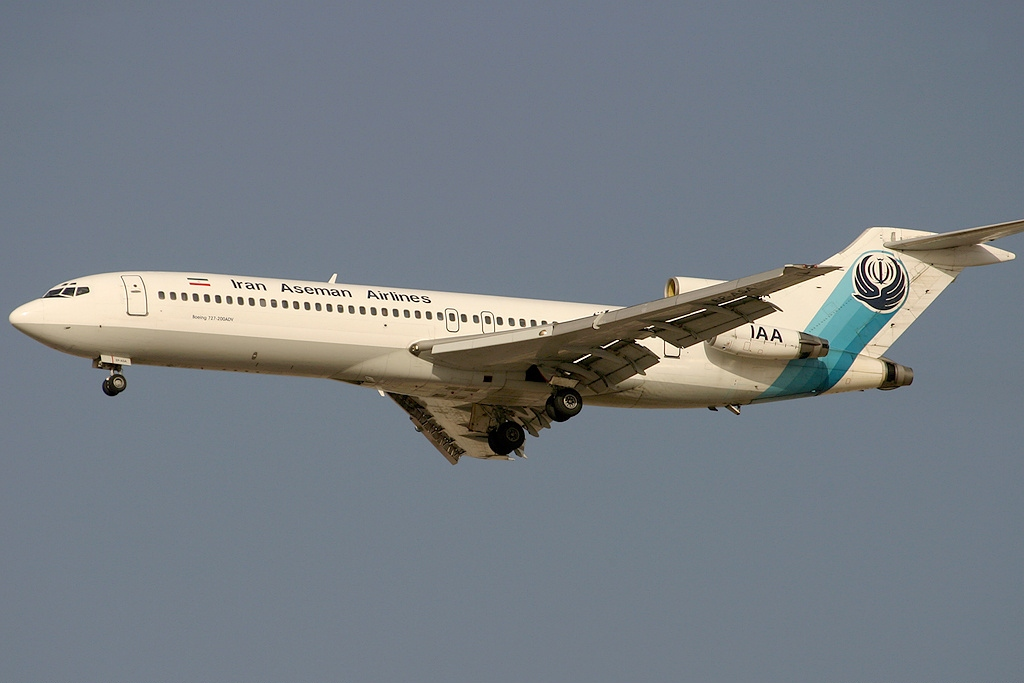
727-200 Iran Aseman Airlines

Boeing 727 был разработан в начале 1960-х, чтобы удовлетворить потребности трёх американских авиакомпаний: United Airlines, American Airlines и Eastern Air Lines. Задачей было создание массового реактивного самолёта, способного использовать ВПП небольших аэропортов, выполнять рейс даже при отказе одного двигателя, быть более экономичным, чем Boeing 707, простым в эксплуатации и обслуживании. Boeing 727 прежде всего должен был использоваться в качестве самолёта для региональных авиаперевозок на западе США и на Аляске, а также перелётов между США и странами Карибского бассейна.
Для упрощения использования самолёта в малоподготовленных аэропортах важное внимание было уделено механизации крыла (уменьшение требуемой длины ВПП) и встроенному трапу (для упрощения посадки и высадки пассажиров в случае отсутствия штатного трапа). Двигатели самолёта отличались большим уровнем шума, что создавало проблемы эксплуатантам в первые годы использования лайнера. В поздних модификациях уровень шума был уменьшен.
Boeing 727 был хорошо принят авиакомпаниями и в 1960-х быстро распространился за пределы США, особенно в страны Латинской Америки и Средиземноморья. Для целого ряда авиакомпаний он стал первым типом используемого воздушного судна и основной «рабочей лошадкой» для выполнения сначала регулярных пассажирских, а затем чартерных и грузовых рейсов на среднюю дистанцию. Появление более экономичного двухдвигательного Boeing 737 в конце 1960-х привело к снижению числа заказов на 727-й. Однако даже после нефтяного кризиса 1974 года авиакомпании снова наполнили портфель заказов на этот самолёт, в основном на его грузовые версии. Последний лайнер был поставлен заказчику в 1984 году, большинство крупных авиакомпаний развитых стран вывели из эксплуатации Boeing 727 к началу 2000-х годов.
Вывод на рынок Boeing 727 дал компании значительное преимущество перед конкурентами из «McDonnell Douglas», которые смогли предложить рынку аналогичный самолёт (MD-80) с большим опозданием, когда привыкшие работать с «Boeing» авиакомпании уже заказали Boeing 737. Успех последнего во многом был предопределён хорошей реакцией рынка на его предшественника. Другим развитием типа стал Boeing 757, имеющий бо́льшие дальность и вместимость, чем Boeing 727, и потому особенно востребованный грузовыми перевозчиками в качестве замены Boeing 727.

## Конструкция
Аэродинамическая схема — свободнонесущий трёхмоторный турбовентиляторный низкоплан с задним расположением двигателей со стреловидным крылом, Т-образным оперением.
Встроенный трап-рампа в хвостовой части.

## Варианты
- Boeing 727-100 — исходная модель.
- Boeing 727-100C — Конвертируемая грузопассажирская версия.
- Boeing 727-100QC — Быстро меняемая грузопассажирская версия.
- Boeing 727-100QF — грузовая версия для UPS Airlines, для соблюдения новых норм шумности штатные двигатели заменены на Rolls-Royce Tay[англ.]
- Boeing 727-100 Business Jet
- Boeing 727-200 — Модифицированная версия (удлинена на 6 метров).
- Boeing 727-200F — грузовая версия.
- Boeing 727-227F Advanced — версия для достижения пассажирами опыта состояния невесомости.
- C-22 — Военная версия, специально созданная для ВВС США.
- C-22B — Военная версия Boeing 727-100.
- C-22C — Военная версия Boeing 727-100.

## Лётно-технические характеристики
| Тип                     | Boeing 727-100                                                             | Boeing 727-200 Adv.                                                                              |
| ----------------------- | -------------------------------------------------------------------------- | ------------------------------------------------------------------------------------------------ |
|                         | Узкий                                                                      |                                                                                                  |
| Длина                   | 40,59 м                                                                    | 46,69 м                                                                                          |
| Размах крыла            | 32,92 м                                                                    | 32,92 м                                                                                          |
| Высота                  | 10,36 м                                                                    | 10,36 м                                                                                          |
| Диаметр фюзеляжа        | 3,76 м                                                                     | 3,76 м                                                                                           |
| Площадь крыла           | 157,93 м²                                                                  | 157,93 м²                                                                                        |
| Стреловидность крыла    | 32°                                                                        | 32°                                                                                              |
| Макс. вместимость (пс.) | 131                                                                        | 189 (только экономкласс) / 145 (бизнес и экономклассы)                                           |
| Макс. взлётная масса    | 68 946 кг                                                                  | 95 030 кг                                                                                        |
| Вес пустого самолёта    | 39 780 кг                                                                  | 45 360 кг                                                                                        |
| Крейсерская скорость    | 926 км/ч                                                                   | 965 км/ч                                                                                         |
| Высота полёта           | 11 400 м                                                                   | 12 192 м                                                                                         |
| Дальность полёта        | 4200 км                                                                    | 4020 км                                                                                          |
| Первая поставка         | 727-100: 1.2.1964 Eastern Air Lines 727-100C: 13.4.1966 Northwest Airlines | 727-200: 11.12.1967 Northeast Airlines 727-200Adv.: 9.3.1971 Lufthansa 727-200F: 27.6.1983 FedEx |
| Последняя поставка      | 727-100: 18.10.1972 Dominicana 727-100C: 9.3.1971 South African Airways    | 727-200: 16.8.1972 Western Airlines 727-200Adv: 6.4.1983 US Airways 727-200F: 18.9.1984 FedEx    |
| Поставлено всего        | 727-100: 407 727-100C: 164                                                 | 727-200(Adv): 1245 727-200F: 15                                                                  |

Двигатели Boeing 727-100
- 3 Pratt & Whitney JT8D-1, тяга 14 000 фунтов
- 3 Pratt & Whitney JT8D-7, тяга 14 000 фунтов
- 3 Pratt & Whitney JT8D-9, тяга 14 500 фунтов

Двигатели Boeing 727-200 Adv.
- 3 Pratt & Whitney JT8D-9A, тяга 14 500 фунтов
- 3 Pratt & Whitney JT8D-11, тяга 15 000 фунтов
- 3 Pratt & Whitney JT8D-15, тяга 15 500 фунтов
- 3 Pratt & Whitney JT8D-17, тяга 16 000 фунтов
- 3 Pratt & Whitney JT8D-17R, тяга 17 400 фунтов

## Современное состояние
По неофициальным данным, на начало 2021 года из более чем 1800 произведённых Boeing 727 в эксплуатации находилось около 20 машин. Учитывая средний возраст парка, превышающий тридцать пять лет, они используются почти исключительно для выполнения грузовых рейсов, а также авиакомпаниями ряда наиболее бедных стран Африки, Азии и Латинской Америки. 
Последней авиакомпанией, имевшей крупный флот пассажирских Boeing 727, был американский чартерный перевозчик Champion Air (16 машин); в 2008 году компания обанкротилась, её флот был порезан на металлолом.

## Аварии и катастрофы
По данным сайта Aviation Safety Network, по состоянию на 10 января 2020 года в общей сложности в результате катастроф и серьёзных аварий были потеряны 119 самолётов Boeing 727. Boeing 727 пытались угнать 182 раза, при этом погибли 90 человек. Всего в этих происшествиях погибли 4211 человек.
Крупнейшей по числу жертв катастрофой Boeing 727 стало крушение самолёта авиакомпании Mexicana в Мексике 31 марта 1986 года. В нарушение инструкций одна из шин была накачана воздухом, а не азотом, и после перегрева при взлёте взорвалась. На борту самолёта находились 167 человек, все они погибли.

## В культуре и искусстве
- Boeing 727 — личный самолёт музыканта Аттикуса Фетча из 6-го сезона сериала Californication.
- Мультсериал «Южный парк» вплоть до 9-го сезона завершался роликом с изображением самолёта Boeing 727 авиакомпании Braniff[6].
- Boeing 727 встречается в выпуске новостей вымышленной компании Пик-Ньюс во вселенной игры Deus Ex: Mankind Divided. В выпуске новостей речь идёт о террористическом акте, устроенном аугментированным человеком, в результате которого уничтожен пассажирский авиалайнер.
- Рок-группа Roxette имеет одноимённый сингл.
- Boeing 727 фигурирует в популярной японской песне «Там было голубое небо» (яп. そこは青い空だった), которую исполнила Саюри Ёсинага (яп. 吉永小百合)　— одна из самых популярных певиц и актрис 1960-х годов.
- Boeing 727 показывается в игре «GTA: Vice City»
- Boeing 727 - самолёт героев кинофильма "Воздушная скорость" (1999)